# Friedrich-Wilhelm Gundlach
Friedrich-Wilhelm Gundlach (* 2. Februar 1912 in Berlin; † 27. Januar 1994 ebenda) war ein deutscher Elektroingenieur. Von 1965 bis 1967 war er Rektor der TH Berlin.

## Leben
Gundlach wurde 1912 als Sohn eines Konzertpianisten geboren. Er wuchs in Berlin der goldenen zwanziger Jahre auf und absolvierte das Askanische Gymnasium. Nach dem Abitur studierte er von 1930 bis 1935 Elektrotechnik an der damaligen Technischen Hochschule Charlottenburg. Nach dem Studienabschluss 1935 war er bis 1938 Assistent am Institut für elektrische Schwingungslehre und Hochfrequenztechnik bei Heinrich Fassbender. In dieser Zeit wurde er auch mit Auszeichnung promoviert (Das Verhalten der Habannröhre als negativer Widerstand). Danach ging er als Laboringenieur zur Firma Julius Pintsch AG in Berlin. 1942 wechselte er zur neugegründeten Tochterfirma Funkstrahl GmbH in Konstanz, die überwiegend Rüstungsgüter produzierte. Gundlach befasste sich in dieser Zeit mit Bauteilen für Radaranlagen für U-Boote und hatte dadurch intensiven Kontakt zu Karl Küpfmüller.
Nach dem Zweiten Weltkrieg ging Gundlach wieder in die Wissenschaft. Bereits 1947 habilitierte er sich an der TH Karlsruhe. 1949 wurde er auf den neu eingerichteten Lehrstuhl für Fernmeldetechnische Geräte und Anlagen an der TH Darmstadt berufen. In Darmstadt gab er 1950 sein Werk Grundlagen der Hochfrequenztechnik heraus und entwickelte den elektronischen Analogrechner ELARD. Im Jahr 1954 wurde Gundlach Nachfolger von Heinrich Fassbender an der TU Berlin. In Personalunion übernahm er die Leitung der Abteilung Hochfrequenztechnik am Heinrich-Hertz-Institut in Berlin. 
Gundlach engagierte sich in der universitären Selbstverwaltung der TH Berlin. Ab 1963 war er Prorektor und von 1965 bis 1967 war er dort Rektor.
Zusammen mit Hans Heinrich Meinke verfasste er das mehrbändige Standardwerk Taschenbuch der Hochfrequenztechnik. An der TU Berlin wird auch jährlich der Friedrich-Wilhelm-Gundlach-Preis für die beste Diplomarbeit auf dem Gebiet der Hochfrequenztechnik vergeben.

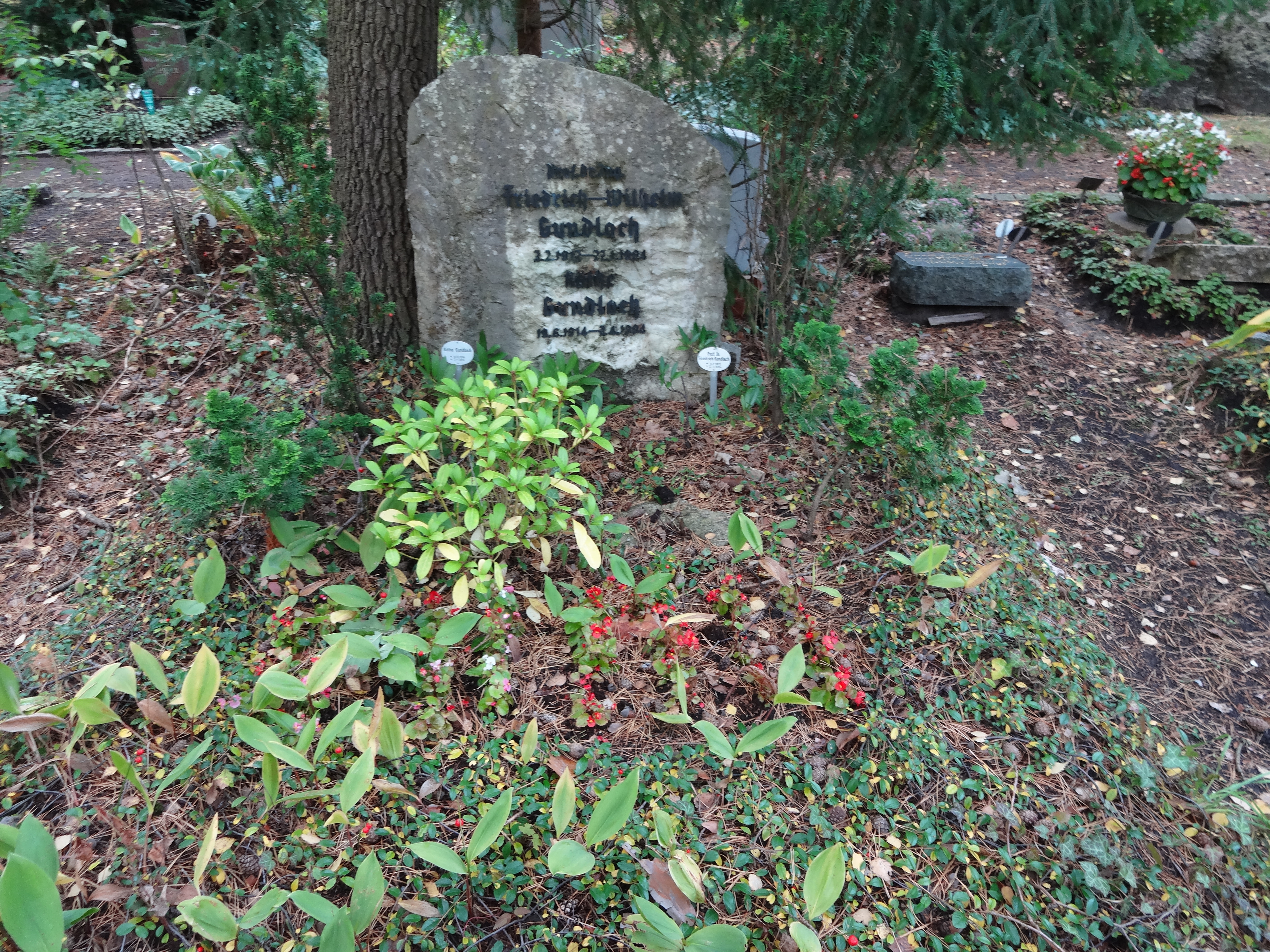
Grabstätte

Friedrich-Wilhelm Gundlach war mit der zwei Jahre jüngeren Käthe Gundlach verheiratet, die nur zwei Monate nach ihm verstarb. Beide sind auf dem Waldfriedhof Zehlendorf begraben.

## Ehrungen
- 1976: VDE-Ehrenring[2]
- 1987: Ehrensenator der TH Berlin.
- 1988: Bundesverdienstkreuz am Bande (17. März 1988)[3]